# Anna Kiełbasińska
Anna Kiełbasińska (Varsóvia, 26 de junho de 1990) é uma atleta polonesa, medalhista olímpica.
Nos Jogos Olímpicos de Verão de 2020, conquistou a medalha de prata na prova de revezamento 4x400 metros feminino com o tempo de 3:20.53 minutos, ao lado de Natalia Kaczmarek, Iga Baumgart-Witan, Małgorzata Hołub-Kowalik e Justyna Święty-Ersetic.